# سیدی (ترکمنستان)
سیدی (به ترکمنی: Seýdi، سیدی) یک منطقه مسکونی در ترکمنستان است که در استان لب آب واقع شده است. سیدی ۲۰۴۹۱ نفر جمعیت دارد. 
این شهر در سال ۱۹۷۳، در مجاورت پالایشگاه نفت، با نام نفتزافودسک (به روسی: Нефтезаво́дск)، متشکل از کلمات روسی «نفت» (нефть) به معنای نفت، و  زافود (завод) به معنای کارخانه، تاسیس شد. در ۲۳ اوت ۱۹۹۰، در سالهای پایانی حاکمیت شوروی، شهر «نفتزافودسک» برای پاسداشت شاعر و ادیب ترکمن زبان، سیدنظر سیدی، که در قرن هجدهم در این منطقه می‌زیسته، به «سیدی» تغییر کرد. در همین تاریخ، شهر سیدی ارتقاء یافته و تبدیل به «شهر مستقل از شهرستان» (به ترکمنی: etrap hukukly şäheri، اطراپ حوُقوُقلیٛ شأهری) شد.
در تاریخ ۲۵ نوامبر ۲۰۱۷، شهر سیدی استقلال خویش را از دست داد و به تابعیت شهرستان ده‌نو  در آمد.